# Петър Сугарев
Петър Сугарев (на гръцки: Πέτρος Σουγαράκης, Петрос Сугаракис) е деец на Вътрешната македоно-одринска революционна организация, по-съсно ренегат, оглавил гръцка андартска чета в Македония.

## Биография
Петър Сугарев е роден в мариовското село Ивени, тогава в Османската империя, има брат Христо и сестра. По време на Илинденското въстание заедно с Андонис Зоис е четник при Дядо Коле от Добровени, който подпомага четата на Толе Паша. Край Паралово четата на Дядо Коле води сражение с турски аскер при манастира „Свети Георги“. След края на въстанието Дядо Коле казва на Петър Сугарев за Толе Паша:
| „ | До днес бяхме братя. От днес нататък пропагандата ни разделя, нека се разделим приятелски. Очите ни да не виждат лошото, което ще става... | “ |

През септември 1904 година Петър Сугарев се включва към гръцката пропаганда в Македония и създава собствена чета, като е значително подпомагана в дейността си от Андонис Зоис. Четата действа в местността Мариово, до Битоля на север и до Горничево на юг и има силно позиции в селата Градешница, Старавина, Будимирци, Грунища, Зовик, Маково, Брод, Ивени, Полчище, Скочивир и Тепавци. Петър Сугарев пише за действията на ВМОРО срещу гъркоманите в областта:
| „ | Когато дойдоха главните капитани, потърсиха войводи и водачи от местните, защото гърците от Мариово не знаят гръцки. Причината е, че нито училища, нито учители са имали, както трябва, но не изоставиха елинизма и националната идея и останаха непоколебими във вярата на своите предци, дори и да понесоха хиляди мъчения от турците. Най-лошото мъчение понесоха от българите. Много пъти се случваше българите да хванат някой мариовец и да го питат: „Какъв си?“ И тогава той им отговаря: „Грък съм“, макар и да не знае гръцки език. И тогава българите ядосани го измъчват и му казват: „Вие най-напред гръцки изобщо не знаете! Кажете, че сте българи!“ А мариовците им отговарят: „Само това не става. Ние сме патриаршисти, гърци сме родени, гърци ще умрем“. Режат им ръцете, краката, вадят им очите и ги подлагат на хиляди други мъчения, но патриотизмът не изоставят и изменници не стават. | “ |

В края май 1905 година българските войводи Данев и Кара Ташо влизат в Ивени и за наказание убиват майката и сестрата на Петър Сугарев. В отговор съединените гръцки чети на Христос Цолакопулос, Панайотис Фьотакис, Андонис Зоис и Петър Сугарев нападат българските села в областта Марихово, през юни/юли в Бърник изколват семейството на Трайко Краля. Пристига турски аскер и андартите са принудени да се оттеглят към река Черна. На 22 юни 1905 година Сугарев, Зоис и Фьотакис пристигат в Петалино, където нападат четата на Димко от Охрид, предадена от Йовчо Найдов. В сражението Димко от Охрид е пленен, измъчван и убит, а отрязаната му глава е изпратена на османската полиция в Старавина.
Скоро след това четите на Тане Стойчев и Дзоле Стойчев нападат тази на Петър Сугарев в Петалино, като са изгорени пет къщи в селото, а на 16 юли 1905 година опожаравят всички 70 къщи в Градешница, убиват свещеника Димитри и учителя Йоанис Маркулис. След това четите на Сугарев, Зоис, Фьотакис и Цолакопулос са прогонени на изток от река Черна след сражение с четата на Георги Ацев. На 3 август четата на Сугарев е засечена от аскер и той се връща към Скочивир и Полог, след което се събира с останалите андарти в Ивени. На 12 август четите им дават сражение на българска чета, като в сражението загиват братовчедите Димитър и Демостен от Старавина. След тази случка между Фьотакис и Цолакопулос избухва скандал, но са помирени от останалите андарти.
През есента на 1905 година Петър Сугарев е подпомогнат от капитан Кромбас (Маринос Либеропулос). Пленяват влашкия революционер Илия Чингело от Добровени. На 7-8 ноември четите се намират в Петалино, но са предадени от местни българи и в сражение с турски аскер загиват андартите Христо Сугарев, Маринос Либеропулос, Христос Голиос от Ченгели, Василиос Бабурис от Грунища, Атанасиос Бинекос от Битоля и Трифон Петкакис от Петалино. Няколко дни след сражението Петър Сугарев е изтеглен в Атина.
През 1906 година Петър Сугарев се завръща в Македония, като действа заедно със Симо Стоянов и Павле Илиев. През септември 1906 година Сугарев действа съвместно и с Георгиос Цондос, като нападат Барешани и Горно Каленик. На 8 февруари 1908 година четите на Стефос Григориу, Стоян Цицов, Трайко Браянов, Андонис Зоис и Петър Сугарев са обградени от силни османски военни части. На помощ им идват четите на Павлос Нерандзис (Пердикас), Емануил Кацигарис, Евангелос Николудис и Панайотис Героянис, както и милиция от Градешница. В сражението загиват 6 четници и много турци. През лятото на 1908 година четите на Сугарев и Георгиос Воланис разбиват четата на Кръсте Данов и Ставро Будани в Церово. След тази акция Петър Сугарев се легализира, когато е обявена Младотурската революция.
Въпреки че е българоговорещ, Петър Сугарев научава добре гръцки и е автор на история за борбите в Македония, включително от Балканските войни, озаглавена „Моята история и биографията ми“ (Η ιστορία µου και η βιογραφία µου).